# Lentigo
Eine Lentigo (lateinisch für linsenförmiger Fleck, Plural Lentigines oder Lentigenes), manchmal auch Naevus lenticularis genannt, beschreibt in der Dermatologie einen kleinen, scharf begrenzten Fleck auf der Haut durch vermehrtes Auftreten von Melanozyten oder vermehrte Melaninbildung. Es handelt sich um eine bestimmte Unterart von pigmentierten, umschriebenen, gutartigen Fehlbildungen der Haut (Pigmentnävi), umgangssprachlich „Muttermale“ bzw. „Leberflecken“.

## Lentigo simplex
Lentigo simplex (Synonym: Lentigo juvenilis), der klassische „Leberfleck“, entsteht oftmals in der Kindheit an sonnenexponierten Stellen.
Rein makroskopisch lässt sich eine Lentigo simplex kaum von einem Junktionsnävus unterscheiden. Beide Hautläsionen sind flach, braun bis dunkelbraun, rund oder oval und meist kleiner als 5 mm im Durchmesser. Erst in der histologischen Untersuchung wird der Unterschied deutlich, denn dort findet man bei der Lentigo simplex keine Nester von Nävuszellen wie bei den Junktionsnävi, sondern nur vermehrt Melanozyten.
Aus einer Lentigo simplex kann sich im Gegensatz zum Junktionsnävus kein malignes Melanom entwickeln.

## Lentigo solaris
Bei Lentigo solaris (Synonyme: Lentigo senilis, Altersflecken) besteht ein bewiesener Zusammenhang zwischen chronischer Sonnenexposition und der Entstehung von Lentigenes solares, und zwar in direktem Verhältnis zur Dauer und Intensität der Sonneneinwirkung. Lentigenes solares entwickeln sich progredient im späten Erwachsenenalter und lassen sich durch lokale Maßnahmen oder Sonnenschutz nicht mehr reduzieren. Am häufigsten sind helle Hauttypen betroffen.
Die Lentigo solaris ist eine flache, braune Läsion im Niveau der Haut und hat einen runden, fleckigen oder sternförmigen, aber immer scharf begrenzten Umriss. Sie kann bis zu 5 cm im Durchmesser erreichen. Von der Färbung her ist sie meist scheckig und unregelmäßig bräunlich pigmentiert. Es kommt zu einer reaktiven Vermehrung der Melanozyten und der Melanineinlagerung in der Basalschicht der Epidermis. Lentigenes solares treten nur an sonnenexponierten Stellen auf.
Die „Altersflecken“ selbst sind harmlos, sie können allerdings mit Frühformen eines Melanoms verwechselt werden und sind andererseits Ausdruck einer Hautschädigung durch übermäßige Sonnenexposition (Dermatoheliose), die ihrerseits für die Entwicklung von aktinischen Keratosen, Basaliomen, Plattenepithelkarzinomen und Melanomen prädisponiert.
Da es jedoch eine Unterform des malignen Melanoms gibt (das Lentigo-Maligna-Melanom), das deutliche Ähnlichkeiten aufweist und sich aus einer Lentigo maligna entwickelt, wird die medizinische/dermatologische Begutachtung von Altersflecken empfohlen.
Vor allem Menschen mit hellem Hauttypus sollten sich von der Kindheit an vor der Sonneneinwirkung schützen. Exzessiver Aufenthalt in der Sonne sollte vermieden werden und wirksame Sonnenschutzmittel sollten eingesetzt werden. Eine lokale Überproduktion von Melanin, das für die Entstehung brauner Flecken verantwortlich ist, kann durch den Wirkstoff Rucinol gezielt gehemmt werden. Es gibt allerdings Hinweise, dass die Verwendung von lokalen Gels oder Lotionen zwar das Erythema solare („Sonnenbrand“) verhindern kann, nicht aber die sonneninduzierte Immunsuppression.

## Lentiginosen
Als Lentiginosen werden Syndrome bezeichnet, die mit einer großen Anzahl von „Leberflecken“ einhergehen, also zahlreiche Läsionen, die der Lentigo simplex stark ähneln. Die Verteilung der Lentigenes ist für jedes der folgenden Syndrome charakteristisch. Betroffen sind meist insbesondere die Lippen oder die Genitalschleimhaut.
- LEOPARD-Syndrom (Lentiginosis profusa, kardiokutanes Syndrom)
- Peutz-Jeghers-Syndrom (Lentigopolyposis)
- NAME-Syndrom
- LAMB-Syndrom
- Carney-Komplex

## Sonstige Formen
- Die Lentigo maligna stellt eine Ausnahme in Bezug auf die anderen Lentigenes dar, da sie als obligate Präkanzerose nicht mehr zu den Nävi gezählt wird, sondern einem Melanoma in situ der Epidermis entspricht.
- Das Lentigo-maligna-Melanom macht etwa 10 % der Melanome aus
- Die Bezeichnung Lentigo aestiva bezieht sich auf Epheliden („Sommersprossen“).